# Обеднен уран
Обедненият уран е уран, съставен основно от изотопа на урана 238U, в който количеството на 235U е по малко от 0,711%, колкото е неговото количество в природната уранова руда. Природният уран се състои от 99,27% U-238, 0,72% U-235 и 0,0055% U-234. Обедненият уран представлява количеството уран, останало след обогатяването на урана. В обогатения, който се използва за ядрено гориво и ядрени боеприпаси количеството е над 0,711%. Обедненият уран е много по-малко радиоактивен от природния или обогатения, но въпреки това като всички тежки метали е силно токсичен.
Обедненият уран има висока плътност – 19,1 g/cm³ и се използва като противотежест в самолети и ракети и за радиационна защита. Военната индустрия го използва за бронебойни снаряди. Използването му за боеприпаси остава противоречив и спорен въпрос, защото все още няма надеждни резултати за влиянието му върху здравето на човека. Много специалисти считат, че някои здравословни проблеми и дефекти на ветерани от войната в Персийския залив през 1991 година се дължат на отравянето с обеднен уран.